# Försökspark
En försökspark är ett område i skogen där man lägger ett fältförsök och samlar in data i syfte att bedriva forskning och fortlöpande miljöanalys. 

## Försöksparker i Sverige
Vid Sveriges lantbruksuniversitet drivs flera sådana parker. SLU:s försöksparker är Tönnersjöhedens försökspark i Halmstads kommun, Skarhults försökspark i Eslövs kommun, Vindelns försökspark i Vindelns kommun, Siljansfors försökspark i Mora kommun och Asa försökspark i Växjö kommun.